# Turismo em Goiás

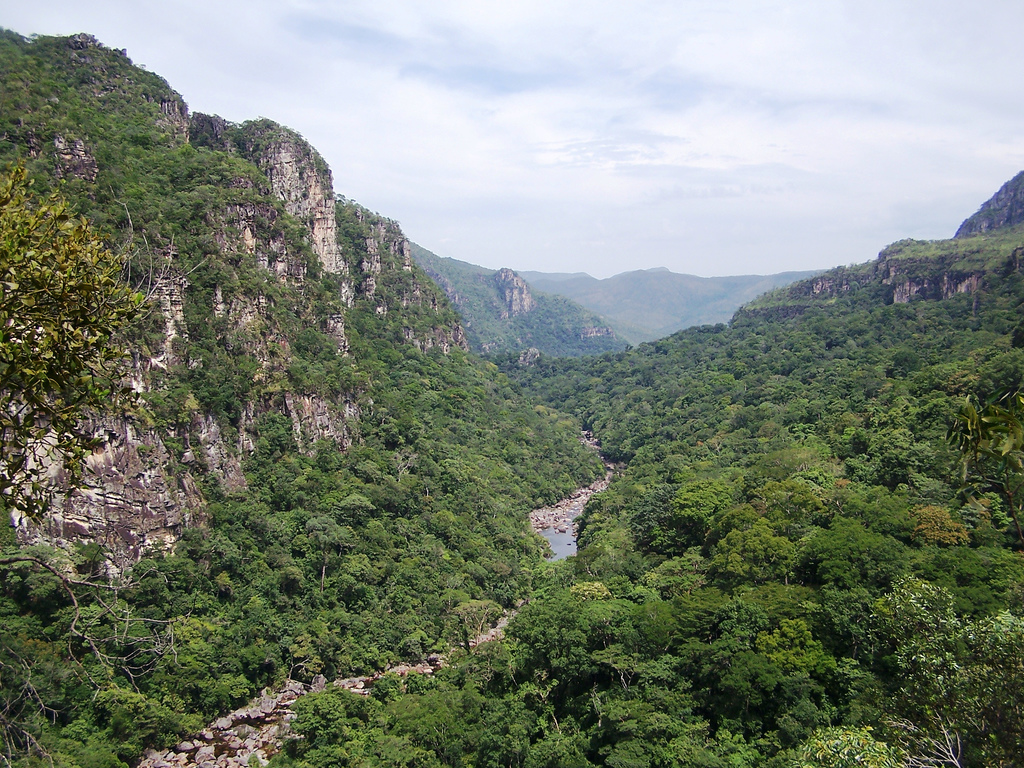
Vale do Rio preto, na Parque Nacional da Chapada dos Veadeiros.

O Turismo em Goiás é favorecido por este ser um estado cosmopolitano, conhecido por suas belezas naturais, por ter o cerrado bem preservado em algumas regiões e pelo grande numero de parques verdes, tanto na capital, quanto no interior do estado.

## Capital

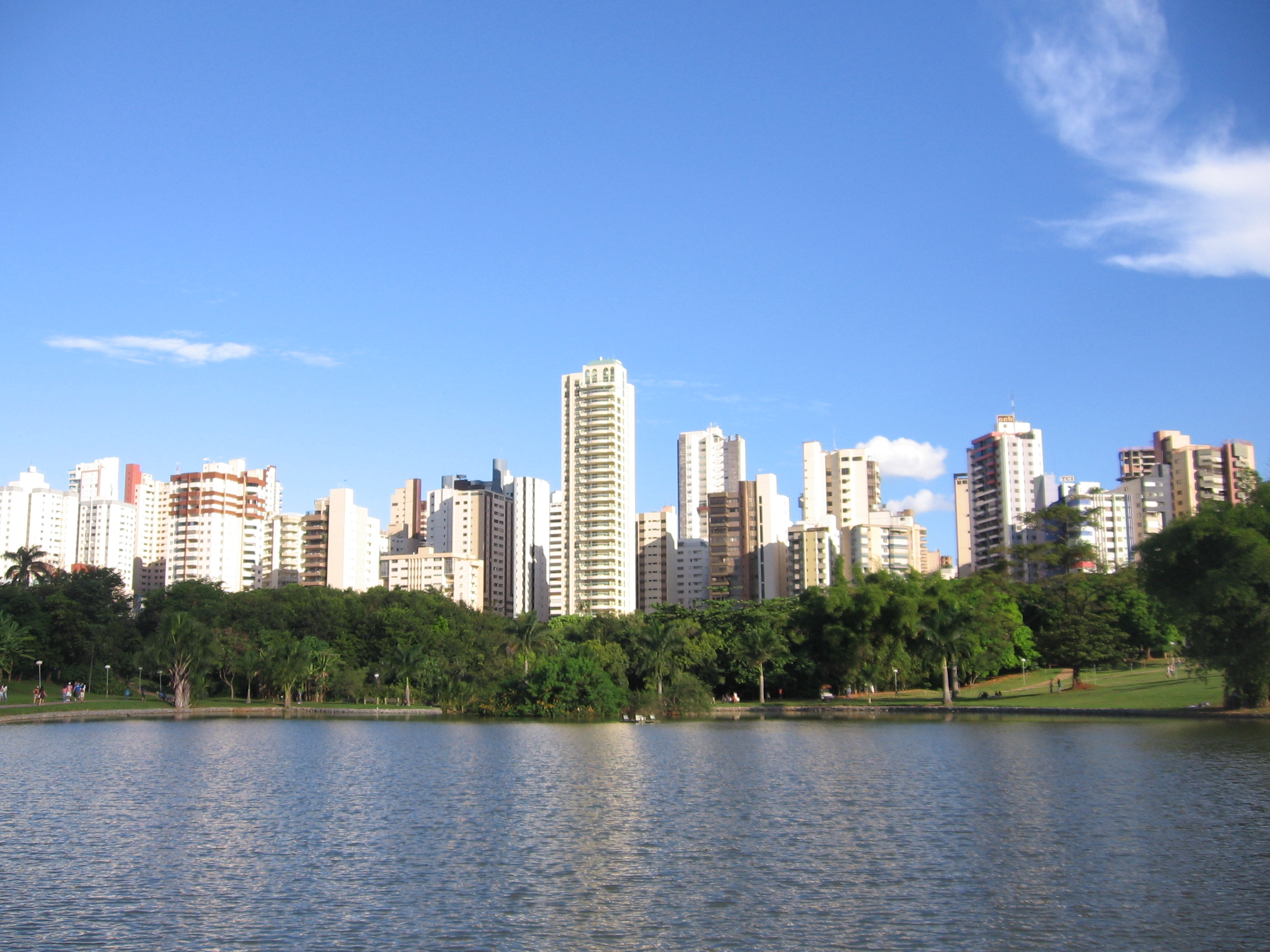
Vista do lago Parque Vaca Brava.

A Capital Goiana é muito conhecida por ser uma cidade hospitaleira, a cidade tem diversos pontos de entretenimento, como centros culturais, museus e parques. A cidade mais verde do Brasil com 0,8 árvore e 94 m² de mata por habitante, Goiânia é a cidade com a área urbana mais verde do país.

## Turismo ecológico
No turismo ecológico destaca-se as áreas de cerrado, as inúmeras cachoeiras e grutas existentes no estado, como também formações rochosas.
As regiões do cerrado são regiões ricas em biodiversidade e por isso criaram dois parques para proteger este bioma o Parque Nacional das Emas e o Parque Nacional da Chapada dos Veadeiros. Sendo o ipê-amarelo símbolo do estado do Goiás e também de Alagoas.

Por ser uma região da antiga Goiás possui inúmeras grutas e cachoeiras, que predominam em todo o Norte Goiano, sendo que a cidade de São Domingos possui mais de 1000 grutas e cavernas, algumas ainda inexploradas. As cidades de Formosa, Corumbá de Goiás, Alto Paraíso e Pirenópolis.

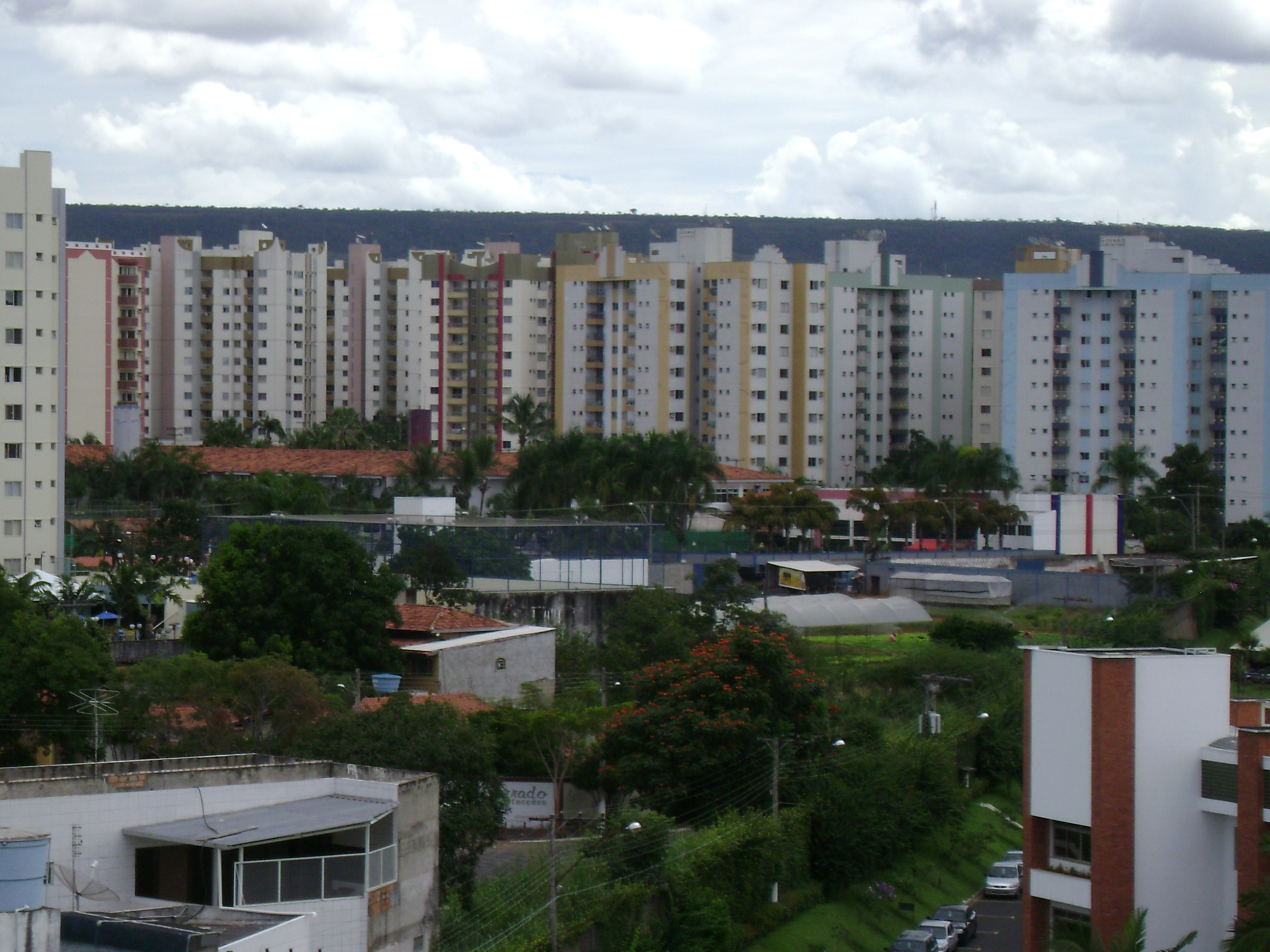
Hotéis em Caldas Novas.

Em Cachoeira Dourada, ocorre um fenômeno estranho, um lago com águas salgadas. Em Caiapônia e Mineiros existem centenas de cachoeiras, formações rochosas, cavernas e grutas. Em Serranópolis há sítios arqueológico com vestígios da ocupação do homem paleo-índio há 11 mil anos. Lagoa Santa é conhecida pelas águas termais e medicinais que saem naturalmente do solo chegando a 35°C.
Em época de verão os goianos vão sempre ao Rio Araguaia que chega a receber cerca de 180.000 turistas na temporada sendo acidade com maior número deles é Aruanã.
As águas termais encantam os turistas principalmente de Goiânia, região Sudeste e de Brasília que vão para Caldas Novas, hoje considerada uma das cidades turísticas mais visitadas do Brasil, por abrigar grandes hotéis de classe superior e o maior parque hidrotermal do mundo com suas águas que chegam a 58ºC, recebendo cerca de 300 mil turistas em época de fim de ano e cerca de 1 milhão durante o ano inteiro. A cidade também é conhecida por ser uma das cidades com o maior número de hotéis de luxo, mesmo não sendo uma cidade grande, superando cidades como Pelotas-Rs, Búzios, Palmas, Governador Valadares, Piracicaba-Sp e Goiânia.

A pratica de mergulho que ocorre nos lagos, sendo Lago de Serra da Mesa, em Niquelândia; o Lago das Brisas, em Buriti Alegre, a Lagoa Santa no município de mesmo nome, o Lago Azul em Três Ranchos.

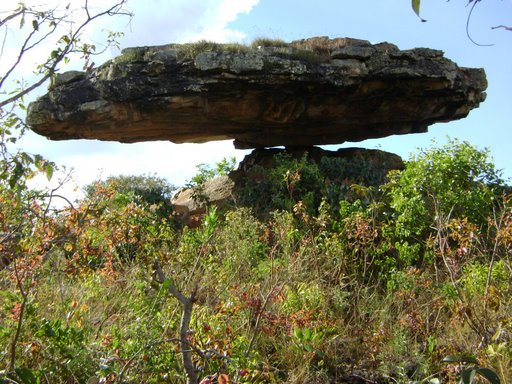
Chapéu do Sol em Cristalina.

As formações rochosas predominam em Ivolândia onde a pessoa encontra a Cidade de Pedra. E em Cristalina a pedra chapéu do sol e a maior jazida de cristal do mundo.
Na cidade de Hidrolândia, próxima a Goiânia há a maior concentração de jabuticabeiras, que atrai até turistas de outros países, sendo os mais presentes os americanos e canadenses.

## Turismo histórico

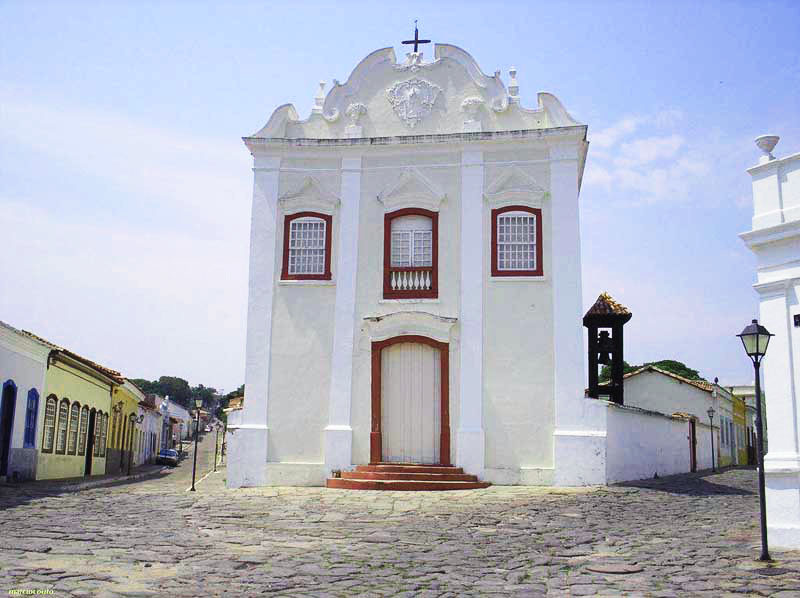
Igreja da Boa Morte no município de Goiás Velho,Cidade Patrimônio da Humanidade pela UNESCO.

A região do estado é muito antiga por isso há locais que são considerados sítios arqueológicos, sendo o da cidade de Serranópolis, com o mais conhecido do estado, o Sítio Arqueológico Manoel.
Por Goiás ser um estado colonizado há muito, possui varias cidades com Patrimônio Colonial, criadas a partir das descobertas de ouro e prata.
A cidade de Goiás, foi capital até 1933 até a transferência para Goiânia, possui o Centro Histórico de Goiás, declarado em 2001 como Patrimônio da Humanidade pela UNESCO. A cidade de Pirenópolis, possui também um vasto patrimônio histórico, com suas ladeiras e ruas de pedra, algumas cidades possuem patrimônio histórico mais com acervo moderado como Niquelândia que surgiu por causa do ouro de aluvial, seu acervo que se concentra ao Largo da Matriz, e no povoado de Tupiraçaba que foi por um dia a capital federal, e que no passado possui mais de 200 casas, a cidade de Corumbá de Goiás, onde seu patrimônio todo se concentra no morro, era antigamente entreposto comercial de gado, e a cidade e a Cidade de Pilar de Goiás, com patrimônio conservado, antigamente com minas de prata.
A predominância em Goiás e de patrimônio colonial sendo o estilo art decó em Goiânia, sendo o maior do país, que se destaca, concebida originalmente neste estilo, o centro administrativo da cidade, e basicamente na Avenida Goiás, agora com projetos de restauração.

## Turismo cultural

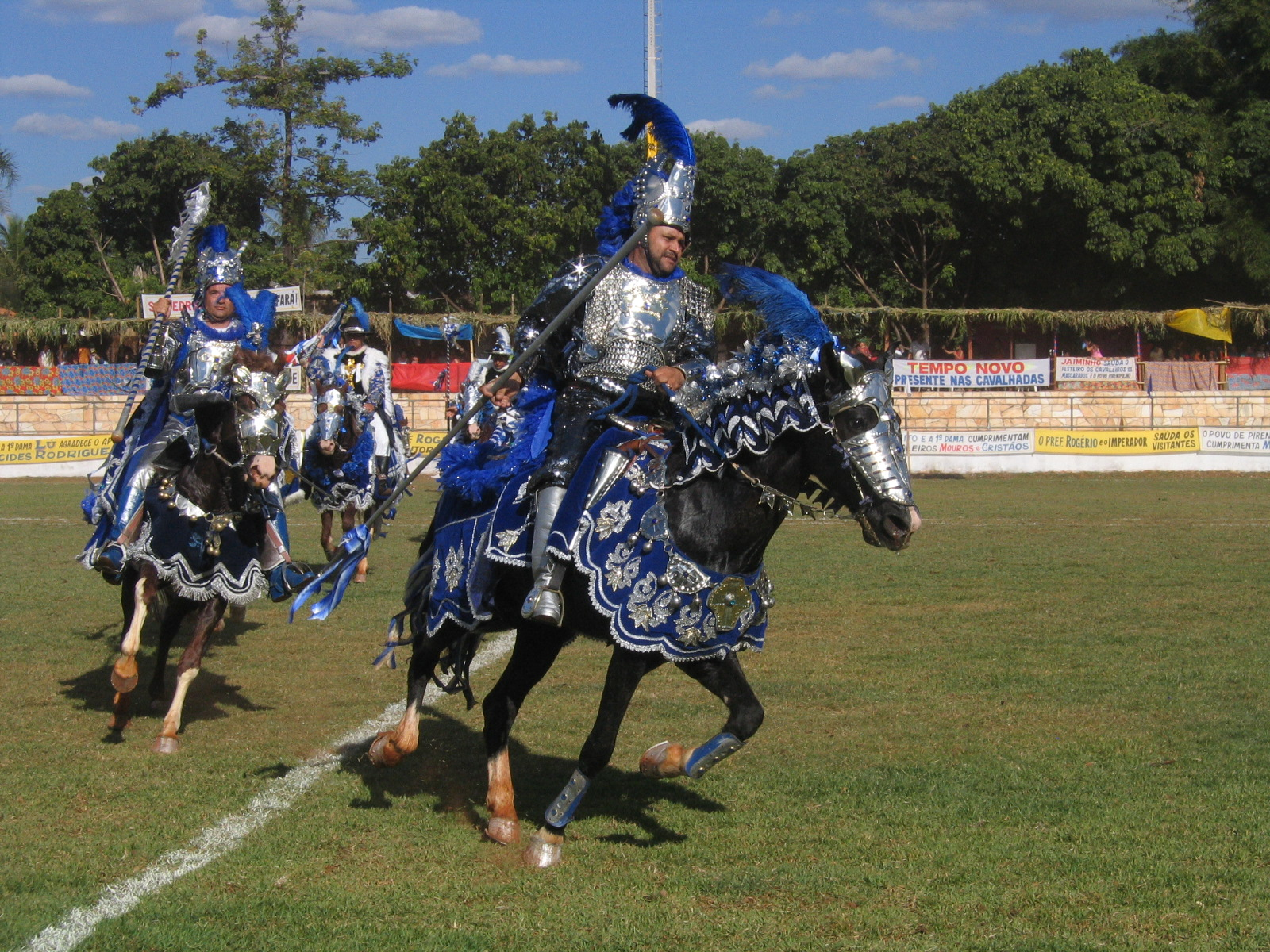
Rei cristão e cavaleiros nasCavalhadas de Pirenópolis.

O turismo cultural e muito importante para o estado com misturas de todas as partes do mundo como os quilombolas de Cavalcante. A Feira Hippie de Goiânia, aos domingos, sendo a maior da América Latina. A Cavalhada em Pirenópolis, atrai turistas do Brasil inteiro.

## Turismo exotérico

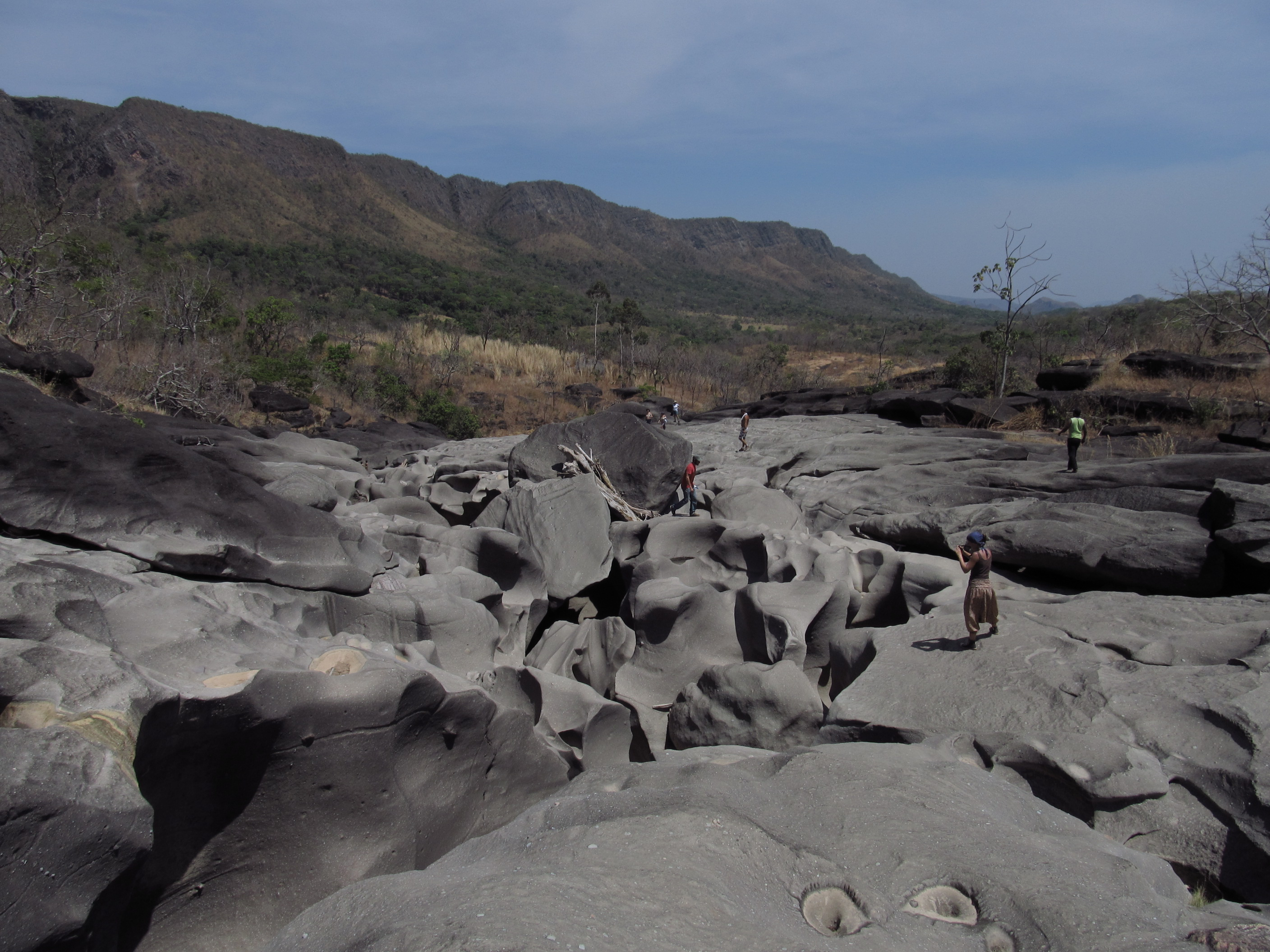
Vale da Lua.

As cidades de Caiapônia e Alto Paraíso de Goiás possuem comunidades isoladas em seus arredores que acreditam em poderes místicos vindos da natureza.

## Turismo religioso

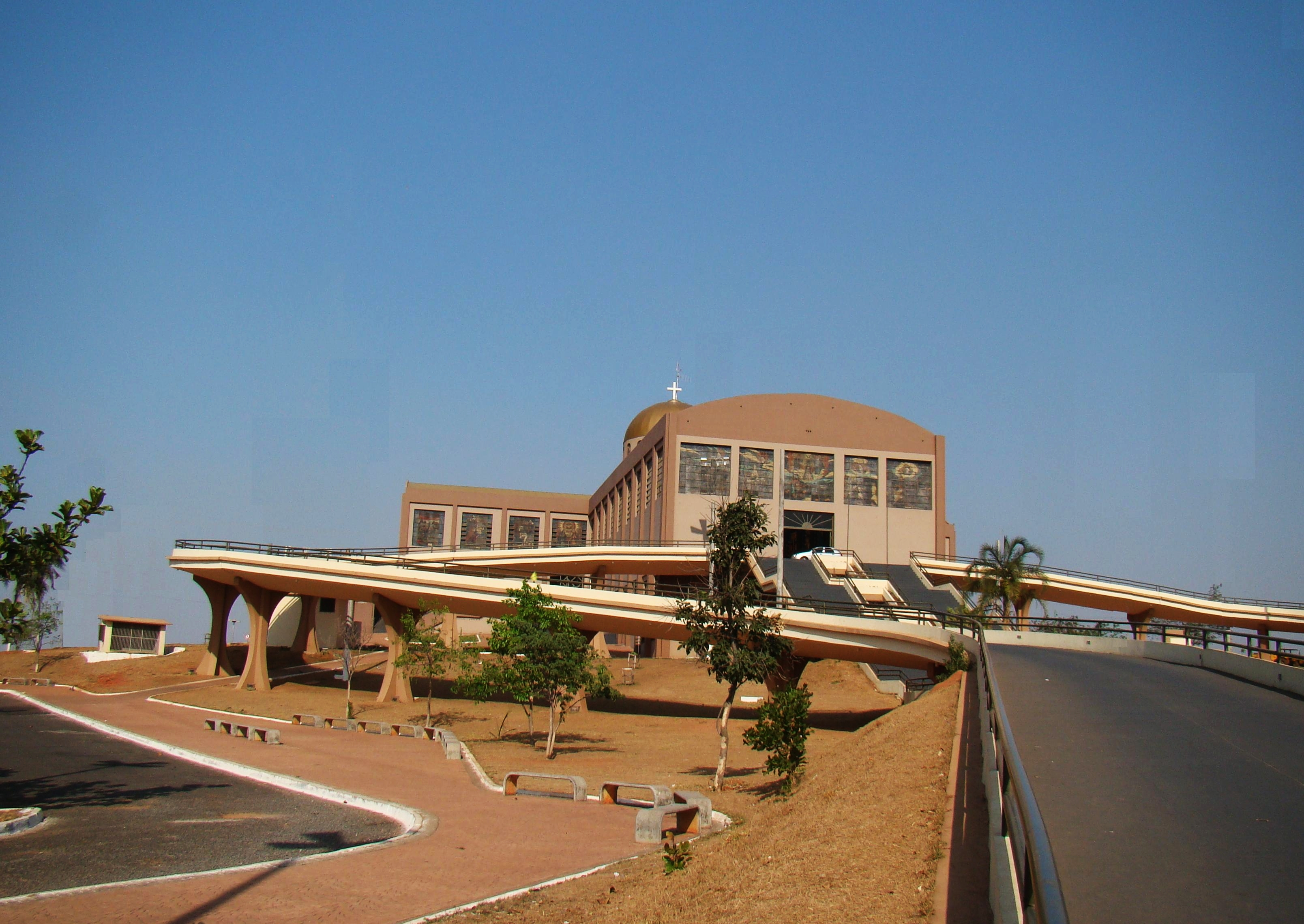
Santuário Basílica do Divino Pai Eterno.

Algumas cidades contam com Romarias famosas como a de Trindade com a do Divino Pai Eterno, Niquelândia, no povoado de Muquém, com a de Nossa Senhora da Abadia. Cidades do período do ciclo do ouro como Goiás e Pirenópolis preservam ainda costumes como Missas e Novenas em latim, celebrações barrocas na Semana Santa, como a Procissão do Fogaréu e as vias sacras.